# Speichergebäude (West Quay)

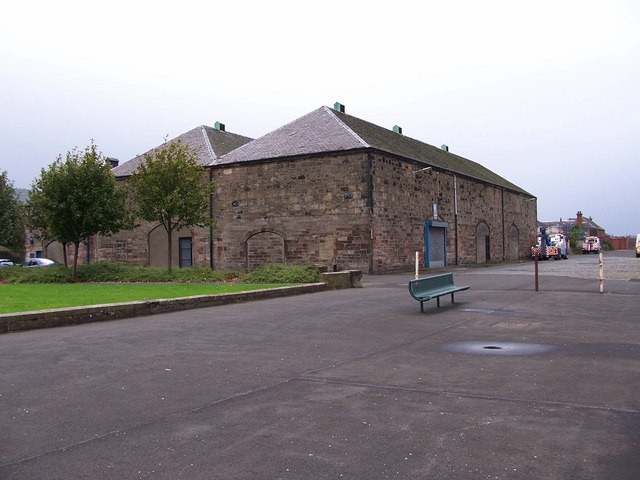
Die Speichergebäude aus östlicher Richtung

Die Speichergebäude am West Quay sind ehemalige Lagergebäude der Hafenanlagen in der schottischen Stadt Port Glasgow in Inverclyde. 1990 wurde das Bauwerk in die schottischen Denkmallisten in der Kategorie C aufgenommen.

## Beschreibung
Die Gebäude liegen am Beginn des West Quays im Westen von Port Glasgow. Das exakte Baujahr ist nicht verzeichnet, sodass nur das 19. Jahrhundert als Bauzeitraum angegeben werden kann. Wahrscheinlich in der ersten Hälfte des Jahrhunderts entstanden drei parallel verlaufende, einstöckige Gebäude, die in der zweiten Hälfte des Jahrhunderts um ein Stockwerk aufgestockt wurden. Das Mauerwerk besteht aus behauenem Bruchstein. An der Nordseite, den Hafenanlagen am Firth of Clyde zugewandt, sind drei Toröffnungen mit Rundbögen zu finden, die heute teilweise verschlossen sind, oder zumindest stark verändert wurden. Einst waren sie mit zweiflügligen, nach außen öffnenden Toren ausgestattet. Im Falle der beiden nördlichen Gebäude tragen auf Stahlsäulen ruhende stählerne Dachstühle die Walmdächer. Der kleinere Speicher im Süden besitzt hingegen einen Dachstuhl aus Holz. Die Dächer sind mit Schieferschindeln eingedeckt.